# Еден није био врт: истраживање човековог окружења (књига)
Еден није био врт: истраживање човековог окружења (енгл. Eden Was No Garden: An Inquiry in the Environment of Man) је стручна књига из области екологије аутора Најџела Колдера (енгл. Nigel Calder), објављена 1967. године. Српско издање објавила је издавачка кућа "Mediterran publishing" 2016. године у преводу Мирослава Будимира.

## О аутору
Најџел Колдер је рођен у Лондону 1931. године. Дипломирао је природне науке на Универзитету Кембриџ 1954. године. Радио као физичар истраживач две године, затим као научни уредник, касније главни уредник, научног часописа New Scientist. Године 1966. постаје слободни аутор и текстописац научних документарних филмова за ББЦ, које редовно прати његова ауторска књига. Путије по свету и пише књиге у којима открива и објашњава научна открића свог времена. Објавио је 37 ауторских књига. Био је сарадник, оснивач и председник многих британских и светских научних друштава. Колдер је преминуо 25. јуна 2014. године.

## О књизи
Књига Еден није био врт објављена је 1967. године у Њујорку. Претходно је исте те године изашла у Лондону под насловом Игра животне средине. Аутор је променио наслов књиге јер америчким издавачима „реч енвиронмент (животна средина) није много значила у то време“.
На главно питање књиге – да ли широко распрострањено обрађивање земље остаје и даље најприкладнији извор нашег првог физичког услова – хране? – аутор одговара негативно. Он предлаже постепену замену већег дела пољопривреде синтетичким методама производње хране. Полази од основног антрополошког становишта да је човек ловац, а не пољопривредник. По Колдеру људски живот на Земљи треба схватити као велику игру, а свака игра има свој систем вредности.
Књига Еден није био врт је разматрање о томе како би требало да живимо и искористимо сопствене моћи и енергију. Поседујемо знање и вештине и то треба да нам помогне да обликујемо нашу цивилизацију у другачијим правцима.